# Società Sportiva Lazio 1944-1945
Questa voce raccoglie le informazioni riguardanti la Società Sportiva Lazio nelle competizioni ufficiali della stagione 1944-1945.

## Stagione
Nel secondo campionato romano di guerra la Lazio si classificò al secondo posto.

## Organigramma societario
Area direttiva
- Presidente: Andrea Ercoli

Area tecnica
- Allenatore: Dino Canestri

## Rosa
| N. |                      | Ruolo | Calciatore          |
| -- | -------------------- | ----- | ------------------- |
|    | Italia (bandiera)    | P     | Paolo Colucci       |
|    | Italia (bandiera)    | P     | Corrado Giubilo     |
|    | Italia (bandiera)    | P     | Amedeo Rega         |
|    | Italia (bandiera)    | P     | Aurelio Salvioni    |
|    | Italia (bandiera)    | D     | Aldo De Pierro      |
|    | Italia (bandiera)    | D     | Renato Ferrarese    |
|    | Italia (bandiera)    | D     | Edoardo Valenti     |
|    | Italia (bandiera)    | C     | Michele Andreolo () |
|    | Italia (bandiera)    | C     | Alessandro Capponi  |
|    | Italia (bandiera)    | C     | Domenico Fabbri     |
|    | Argentina (bandiera) | C     | Salvador Gualtieri  |

| N. |                       | Ruolo | Calciatore            |
| -- | --------------------- | ----- | --------------------- |
|    | Italia (bandiera)     | C     | Guido Manfré          |
|    | Italia (bandiera)     | C     | Franco Rosi           |
|    | Italia (bandiera)     | A     | Elvezio D'Orazi       |
|    | Italia (bandiera)     | A     | Costantino De Andreis |
|    | Germania (bandiera)   | A     | Engelbert Koenig      |
|    | Italia (bandiera)     | A     | Armando Longhi        |
|    | Italia (bandiera)     | A     | Giuseppe Mancini      |
|    | Jugoslavia (bandiera) | A     | Petar Manola          |
|    | Italia (bandiera)     | A     | Ennio Modesti         |
|    | Italia (bandiera)     | A     | Livio Risso           |

## Calciomercato
| Acquisti | Acquisti | Acquisti | Acquisti |
| R.       | Nome     | da       | Modalità |
| -------- | -------- | -------- | -------- |

| Cessioni | Cessioni         | Cessioni       | Cessioni   |
| R.       | Nome             | a              | Modalità   |
| -------- | ---------------- | -------------- | ---------- |
| P        | Uber Gradella    | Biellese       | definitivo |
| D        | Alessandro Ferri | Audace Taranto | definitivo |
| C        | Luciano Ramella  | Como           | definitivo |
| A        | Armando Longhi   | Italia Libera  | definitivo |

## Risultati

### Campionato romano di guerra

#### Girone di andata
| Arbitro: | Gardella (Roma) |

|                                           |           |  |
| Gualtieri 30’ Koenig 52’, 73’ D'Orazi 77’ | Marcatori |  |

| Arbitro: | Gemini (Roma) |

|               |           |  |
| Trombetta 25’ | Marcatori |  |

| Arbitro: | Gemini (Roma) |

|                                    |           |  |
| Mancini 17’ Capponi 35’ Koenig 84’ | Marcatori |  |

| Arbitro: | Cappucci (Roma) |

|              |           |                |
| Andreolo 90’ | Marcatori | 25’, 43’ Lozzi |

| Arbitro: | Moscatelli (Roma) |

|            |           |            |
| Alzani 23’ | Marcatori | 27’ Koenig |

| Arbitro: | Dattilo (Roma) |

|                 |           |  |
| Koenig 46’, 78’ | Marcatori |  |

| Arbitro: | Maurelli (Roma) |

|            |           |  |
| Longhi 79’ | Marcatori |  |

#### Girone di ritorno
| Arbitro: | Di Chiara (Roma) |

|                     |           |                                                                |
| Lombardini 62’, 73’ | Marcatori | 4’ De Andreis 10’ Gualtieri 18’ Capponi 83’ Mancini 41’ Koenig |

| Arbitro: | Fois (Roma) |

|                                               |           |  |
| De Andreis 13’ Koenig 29’, 54’, 75’, 85’, 88’ | Marcatori |  |

| Arbitro: | Moscatelli (Roma) |

|  |           |                           |
|  | Marcatori | 38’ Gualtieri 88’ Mancini |

| Arbitro: | Arpaia (Roma) |

|  |           |              |
|  | Marcatori | 67’ Andreolo |

| Arbitro: | Cappucci (Roma) |

|                                   |           |  |
| Gualtieri 8’, 80’ Koenig 59’, 62’ | Marcatori |  |

| Arbitro: | Gemini (Roma) |

|            |           |  |
| Urilli 60’ | Marcatori |  |

| Roma 13 maggio 1945 14ª giornata | Lazio             | 0 – 0 | Italia Libera | Stadio del PNF\| Arbitro: \| Moscatelli (Roma) \| |
| Arbitro:                         | Moscatelli (Roma) |       |               |                                                   |

## Statistiche

### Statistiche di squadra
| Competizione                | Punti | In casa | In casa | In casa | In casa | In casa | In casa | In trasferta | In trasferta | In trasferta | In trasferta | In trasferta | In trasferta | Totale | Totale | Totale | Totale | Totale | Totale | DR  |
| Competizione                | Punti | G       | V       | N       | P       | Gf      | Gs      | G            | V            | N            | P            | Gf           | Gs           | G      | V      | N      | P      | Gf     | Gs     | DR  |
| --------------------------- | ----- | ------- | ------- | ------- | ------- | ------- | ------- | ------------ | ------------ | ------------ | ------------ | ------------ | ------------ | ------ | ------ | ------ | ------ | ------ | ------ | --- |
| Campionato romano di guerra | 18    | 7       | 5       | 1       | 1       | 20      | 2       | 7            | 3            | 1            | 3            | 9            | 6            | 14     | 8      | 2      | 4      | 29     | 8      | +21 |
| Coppa Città di Roma         |       | 4       | 3       | 0       | 1       | 11      | 4       | 4            | 3            | 0            | 1            | 8            | 7            | 8      | 6      | 0      | 2      | 19     | 11     | +8  |
| Torneo Interregionale       |       | 2       | 1       | 0       | 1       | 3       | 2       | 0            | 0            | 0            | 0            | 0            | 0            | 2      | 1      | 0      | 1      | 3      | 2      | +1  |
| Totale                      | -     | 13      | 9       | 1       | 3       | 34      | 8       | 11           | 6            | 1            | 4            | 17           | 13           | 24     | 15     | 2      | 7      | 51     | 21     | +30 |

### Statistiche dei giocatori
| Giocatore     | Campionato romano di guerra | Campionato romano di guerra | Coppa Città di Roma | Coppa Città di Roma | Torneo Interregionale | Torneo Interregionale | Totale   | Totale |
| Giocatore     | Presenze                    | Reti                        | Presenze            | Reti                | Presenze              | Reti                  | Presenze | Reti   |
| ------------- | --------------------------- | --------------------------- | ------------------- | ------------------- | --------------------- | --------------------- | -------- | ------ |
| M. Andreolo   | 14                          | 2                           | 7                   | 0                   | 2                     | 1                     | 23       | 3      |
| A. Capponi    | 6                           | 2                           | 1                   | 0                   | -                     | -                     | 7        | 2      |
| P. Colucci    | -                           | -                           | 1                   | -1                  | -                     | -                     | 1        | -1     |
| C. De Andreis | 13                          | 2                           | 6                   | 3                   | 2                     | 0                     | 21       | 5      |
| A. De Pierro  | 12                          | 0                           | 8                   | 0                   | 2                     | 0                     | 22       | 0      |
| E. D'Orazi    | 3                           | 1                           | 4                   | 1                   | -                     | -                     | 7        | 2      |
| D. Fabbri     | 8                           | 0                           | -                   | -                   | 1                     | 0                     | 9        | 0      |
| R. Ferrarese  | 4                           | 0                           | 4                   | 0                   | -                     | -                     | 8        | 0      |
| S. Gualtieri  | 13                          | 5                           | 6                   | 0                   | 2                     | 0                     | 21       | 5      |
| E. Koenig     | 13                          | 14                          | 8                   | 8                   | 1                     | 0                     | 22       | 22     |
| U. Lombardini | -                           | -                           | -                   | -                   | -                     | -                     | -        | -      |
| A. Longhi     | -                           | -                           | 4                   | 3                   | -                     | -                     | 4        | 3      |
| G. Mancini    | 14                          | 3                           | 8                   | 2                   | 2                     | 0                     | 24       | 5      |
| G. Manfrè     | 14                          | 0                           | 6                   | 1                   | 2                     | 0                     | 22       | 1      |
| P. Manola     | 9                           | 0                           | 5                   | 0                   | 2                     | 1                     | 16       | 1      |
| E. Modesti    | 5                           | 0                           | 4                   | 1                   | 2                     | 1                     | 11       | 2      |
| A. Rega II    | -                           | -                           | -                   | -                   | -                     | -                     | -        | -      |
| A. Rega I     | 13                          | -7                          | 7                   | -10                 | 2                     | -2                    | 22       | -19    |
| L. Risso      | -                           | -                           | 5                   | 0                   | -                     | -                     | 5        | 0      |
| F. Rosi       | 1                           | 0                           | -                   | -                   | -                     | -                     | 1        | 0      |
| A. Salvioni   | 1                           | -1                          | -                   | -                   | -                     | -                     | 1        | -1     |
| E. Valenti    | 11                          | 0                           | 4                   | 0                   | 2                     | 0                     | 17       | 0      |